# Jean Portante
Jean Portante (Differdange, 19 dicembre 1950) è un poeta lussemburghese, di famiglia italiana.

## Biografia
È nato nel 1950 a Differdange, città mineraria del Granducato di Lussemburgo, figlio di emigranti italiani.
La sua infanzia, raccontata nel suo romanzo Mrs Haroy ou la mémoire de la baleine, è stata segnata da una doppia appartenenza, o piuttosto una non appartenenza poiché si è spesso sentito, come ogni
emigrante, figlio della terra di nessuno.
Jean Portante comincia a scrivere a 33 anni. Prima ha studiato in Francia, a Nancy, dov'è stato protagonista delle manifestazioni del maggio '68 e professore di francese.
Nel 1983, quando scrive la sua prima raccolta di poemi Feu et boue, si trasferisce a Parigi.
Lunghi soggiorni in America latina gli hanno consentito di familiarizzare con la lingua spagnola e,
parallelamente al suo lavoro di scrittore, vanta un'attività ventennale di traduttore (di Juan Gelman, di Gonzalo Rojas e di decine di voci poetiche di lingua spagnola, tedesca, inglese e lussemburghese). Anche i suoi libri sono tradotti diffusamente.
Attualmente dirige a Lussemburgo la collezione Graphiti (poesie) di edizioni PHI e collabora al settimanale Il giovedì.
In Francia è membro dell'Accademia Mallarmè e membro della giuria del Premio Guillaume-Apollinaire.
Nel 2003 ha ricevuto il Premio d'Autunno della Società dei Letterati, per l'insieme delle sue opere, oltre che il premio Mallarmè.
Precedentemente il suo romanzo Mrs Haroy ou la mémoire de la baleine gli aveva valso il premio Servais (miglior libro dell'anno).
A Lussemburgo ha fondato la rivista letteraria TRANSKRIT, consacrata alla traduzione della letteratura contemporanea. In Francia fonda, con Jacques Darras e Jean-Yves Reuzeau, la rivista INUITS DANS LA JUNGLE, il cui il primo numero appare nel giugno 2008.

## Carattere della sua opera
La sua è un'opera scritta in francese, in quanto lingua dello "sradicamento", una lingua che resta all'esterno del binomio Italia-Lussemburgo, una lingua imparata, addomesticata, che resta ancora da conquistare, e a suo dire una "lingua straniera" (è questo anche il titolo di una delle sue raccolte, coronata in Francia dal premio Mallarmè), dal momento che riflette la "piccola Babele" della casa familiare della sua infanzia, dove si parlava contemporaneamente italiano e lussemburghese, ma anche francese.
Nell'intreccio linguistico del Lussemburgo, dove i bambini sono alfabetizzati in tedesco, tutto questo non può che sfociare, nello scritto, in una "lingua strana", o "lingua balena", cioè una lingua che ha l'aspetto del francese (come la balena ha l'aspetto di un pesce), ma all'interno della quale respira (come i polmoni della balena) la lingua italiana e gli altri idiomi del territorio.
La scrittura di Jean Portante diviene così l'incessante viaggio da una lingua all'altra, che permette, nella sua poesia, di rinnovare, o meglio di rendere "straniera" la lingua francese. Jean Portante parla anche di foggiare (efaçonner è altro titolo di una delle sue raccolte). Si tratta di foggiare la scrittura, cancellarla un po', affinché sorga la vera lingua.
L'opera poetica di Jean Portante è un lento foggiare, allorché nei suoi romanzi mescola storia, biografia e finzione, per districare le trappole della memoria, dell'identità, dello sradicamento, della migrazione, i temi centrali dei suoi libri.

## Riconoscimenti
- Premio Rutebeuf de la poésie, 1986 ...pour Horizon, vertige et Italie intercalaire
- Premio Tony Bourg, 1993 per Ouvert Fermé (ex aequo con Jean Sorrente)
- Premio Servais, 1994 per Mrs Haroy ou La mémoire de la baleine
- Premio de poésie Louis Montalte de la Société des gens de lettres, 2003 (per l'insieme delle sue opere)
- Premio Mallarmé, 2003 per L'étrange langue
- Premio Batty Weber, 2011(per l'insieme delle sue opere)

## Opere
- Feu et boue, Paris: Éditions Caractères. 1983.
- L'instant des nœuds (Poesie), Paris: Éditions Saint-Germain-des-Prés. 1984.
- Méandres Paris: Éditions du Guichet. 1985.
- Horizon, vertige & Italie intercalaire, Paris: Éditions Arcam. 1986.
- Projets pour un naufrage prémédité. Récit, Echternach: Ed. Phi. 1987.
- Un deux cha cha cha (romanzo), Echternach: Ed. Phi. 1990.
- Ex-odes (Poemi cubani 1987-1990), Echternach: Ed. Phi. 1991.
- Mrs Haroy ou La mémoire de la baleine. Chronique d'une immigration, Echternach: Ed. Phi. 1993.Réédité en 1999. (tradotto in tedesco, italiano e rumeno)
- Ouvert fermé (Poesie), Echternach: Ed. Phi. 1994.
- Le mariage de Pythagore, Luxembourg: Teatro vivace. 1995.
- Effaçonner (Poesie). Echternach: Ed. Phi. 1996.
- Destin destination. Une tragédie, Echternach: Ed. Phi. 1998.
- Point. Poèmes, Echternach: Ed. Phi. 1999.
- Anthologie luxembourgeoise (Poesie), Echternach: Phi; Trois-Rivières: Les écrits des forges. 1999.
- Allen Ginsberg. L'autre Amérique, prefato da Anne Waldmann, Bordeaux: Le Castor astral. 1999.
- La pluie comme un œil Moudon: Ed. Empreintes. 2001.
- Autour de la table Paris: Le Taillis Pré. 2002.
- L'étrange langue. Poèmes Châtelineau: Le Taillis Pré. 2002.
- Mourir partout sauf à Differdange (romanzo), Esch-sur-Alzette: Ed. Phi. 2003 Aussi traduit en roumain.
- L'arbre de la disparition, (Poesie), con disegni di Marek Szczesny e una prefazione di Lionel Ray, Esch-sur-Alzette: Ed. Phi; Trois-Rivières: Les écrits des forges. 2004.
- La cendre des mots: L'origine est passée par là (poesie 1989-2005) Trois-Rivières: Écrits des Forges; Bordeaux: Le Castor Astral. 2005.
- Le travail du poumon, Bordeaux: Le Castor Astral. 2007.
- Ailleurs - Episode I: Charleville-Mézières 2008: un anno in poesia, poesie (collettivo), éd. Musée Rimbaud, Charleville-Mézières, 2009
- La réinvention de l'oubli, Bordeaux: Le Castor Astral. 2010.
- Hexaméron. Dernier Jour suivi de Orphée au pays des mortels Differdange: Éditions Phi, 2011.